# Kimbembe Mazunga
Jean Kimbembe Mazunga, né à Léopoldville le 11 décembre 1956, est un homme politique de la république démocratique du Congo. Il est directeur général de la Société commerciale des transports et des ports (SCT.P). Il est gouverneur de la ville province de Kinshasa du 15 novembre 2005 au 15 octobre 2006. Originaire de la province du Bas-Congo, il est issu du Parti du peuple pour la reconstruction et le développement (PPRD), soit le parti de Joseph Kabila.

## Biographie
Jean Kimbembe Mazunga est né le 11 décembre 1956 à Léopoldville (aujourd’hui Kinshasa), dans une famille ntandu originaire du secteur de Kibambe dans le territoire de Madimba de la province de Léopoldville (aujourd’hui dans le Kongo central). Il est élève à l’école officielle de Dima (1962 à 1968), à l’athénée de Ngiri-Ngiri (1968 à 1970) et l’institut protestant de Kivula de la Communauté baptiste du Zaïre ouest (CBZO).
Ingénieur civil mécanicien, diplômé de la faculté polytechnique de l'université de Kinshasa en 1986, cadre de direction à l'Office des routes où il est successivement chef de service des approvisionnements chargé de la gestion des crédits extérieurs (1986 à 1991), chef du centre de mécanisation du Nord et Sud-Kivu (1991 à 1993), chef de division gestion des stocks (1993 à 1994), directeur technique, adjoint au chef de cellule formation, directeur technique chargé des bacs et matériel flottant et assistant au PDG.
Il a été ministre des Travaux publics, Aménagement du territoire, Urbanisme et Habitat dans l’un des gouvernement de transition (Kabila I de 2002 à 2003),.
Il a été ingénieur consultant à la SOGEMA, enseignant au Centre de formation des agents voyers (CFAV) du ministère des Travaux publics, consultant manager chargé de gestion du projet de réhabilitation de l’aéroport de N’Djili et administrateur membre du comité de gérance de la société Congo Raad.
Un décret du 15 novembre 2005 du Président de la République, Joseph Kabila, le fit remplacer Jean Kimbunda, et plaça Pascal Tabu Ley comme vice-gouverneur chargé des questions politiques, administratives et socio-culturelles.
Il a ensuite repris le poste de conseiller en charge des Infrastructures à la présidence de la République.
Le 26 mars 2015, le chef de l'État le nomme directeur général de la Société commerciale des transports et des ports.
Il est arrêté en 2020.